# Atletski sportski klub Split
Il Atletski sportski klub Split (in forma abbreviata ASK Split) è una società di atletica leggera croata di Spalato.

## Storia
La società spalatina è stata fondata nel 1948 ed è uno dei club sportivi di Spalato più prestigiosi. Molti atleti cresciuti nel ASK si sono distinti con la Croazia vincendo numerose medaglie europee e mondiali.

## Tesserati celebri
- Joško Vlašić
- Blanka Vlašić
- Stipe Žunić
- Filip Mihaljević